# Szulerzy przy świecy
Szulerzy przy świecy – obraz olejny na płótnie autorstwa Feliksa Pęczarskiego z 1845 roku, o wymiarach 75,5 × 62 cm. Własność Muzeum Narodowego w Warszawie.
W źródłach spotyka się także tytuły: Dwaj szulerzy przy świecy lub po prostu Szulerzy.

## Opisy
Obraz przedstawia dwie naturalnej wielkości postaci siedzące przy stole w ciemnym pomieszczeniu oświetlonym światłem palącej się świecy. Szulerzy ustawieni są względem widza frontalnie, przez co ten ma wrażenie uczestnictwa w rozgrywającej się scenie, obserwowania jej z drugiego końca stołu. Jeden z nich, siedzący po lewej stronie, nosi surdut. Drugi ma na sobie kraciasty szlafrok i szlafmycę. Niektóre przedmioty leżące na stole zdradzają ich profesję – karty do gry, szkatułka, sakiewka. Pozostałe to taca z dwiema szklankami z niedopitą herbatą i łyżeczkami, garść monet, lichtarz i nożyce służące do skracania knota. Zastawa stołu stanowi rodzaj martwej natury. Mężczyźni oglądają w blasku świecy poklejony rublowy banknot. Można wnioskować, że cieszą się z udanego oszustwa. Twarze szulerów, umiejętnie podkreślone przez padający na nich blask świecy, są groteskowe, noszą na sobie znamiona niemoralnego prowadzenia się. Ich mimika i gestykulacja jest niemal przesadzona, co przywodzi na myśl język migowy – autor był głuchoniemy. Światło świecy, przysłonięte przez posklejany banknot, umożliwia artyście ukazanie pełni istniejącej w naturze skali walorowej między światłem a cieniem. Eligiusz Niewiadomski w Malarstwie polskim XIX i XX wieku zwraca uwagę na jego niemalże monochromatyzm.
Praca powstała w warszawskim okresie twórczości Pęczarskiego. Przedstawiona na nim scena rozgrywa się prawdopodobnie w Warszawie, w jednej z uboższych dzielnic – na Powiślu lub Woli.
Szulerzy przy świecy uchodzą za jeden z najdoskonalszych obrazów Pęczarskiego, a także za najbardziej rozpoznawalną pracę tego artysty. Zawiera w sobie wiele motywów, do których Pęczarski wielokrotnie powracał w swojej twórczości – ciemne wnętrze oświetlone świecą, postaci jakby rozsadzające kompozycję od środka, siedzące za stołem, na którym przedstawiono martwą naturę, groteska. Autor często uwieczniał ludzi z marginesu społecznego, oszustów, pijaków itd. Tego typu sceny rodzajowe wyróżniały go na tle współczesnych mu malarzy, co w konsekwencji zyskało mu dużą popularność i wiążące się z nią dochody. Ich karykaturalne przedstawienie, zniekształcające rysy zło, miało ładunek dydaktyczny.

## Historia
Obraz został po raz pierwszy wystawiony już w 1845 roku w Warszawie. Autor już wcześniej sięgał do przedstawionego na nim motywu oszustów karcianych. Dzieło pt. Szulerzy z 1841 roku otrzymało wraz z obrazem Matka Boska srebrny medal I klasy na wystawie w tamtym roku.
W 1850 roku, podczas pobytu w Płocku, Pęczarski sprzedał trzy swoje obrazy handlarzowi win Bębenkowskiemu, za cenę 360 złotych. Szulerzy przy świecy zdobili wnętrze jego płockiego kantoru. W 1897 roku odkupił je kolekcjoner sztuki, ks. Ignacy Lasocki. Już wcześniej posiadał przynajmniej kilka dzieł autorstwa Pęczarskiego, który portretował jego rodziców oraz stryja z żoną. Po 1907 roku ks. Lasocki zaczął wyprzedawać swoją kolekcję w celu sfinansowania budowy sierocińca. W 1917 roku obraz Szulerzy wraz z Lichwiarzem przy świecy przyglądającemu się złotu został sprzedany Muzeum Narodowemu w Warszawie.
Dzieło znajduje się na wystawie stałej „Zbiory sztuki polskiej do 1914 roku”. W 2020 roku o obrazie powstał film krótkometrażowy w ramach projektu „Bliżej sztuki”, zorganizowanego przez Stowarzyszenie Przyjaciele MNW dzięki wsparciu Ministerstwa Kultury i Dziedzictwa Narodowego.